# نزدیکتر (فیلم ۱۳۹۳)
نزدیکتر فیلمی به کارگردانی مصطفی احمدی، نویسندگی بهرام توکلی و هستی بروشتنی و تهیه‌کنندگی سپهر سیفی محصول سال ۱۳۹۳ است.
این فیلم در تاریخ ۵ اسفند ۱۳۹۴ در سینماهای ایران اکران شده‌است.

## خلاصه داستان
علی (صابر ابر) به نامزدش، مهتاب (پگاه آهنگرانی) به دروغ گفته‌است که همه اعضای خانواده‌اش را در یک تصادف رانندگی از دست داده‌است. اما یک شب تصمیم می‌گیرد که واقعیات زندگی‌اش را برای مهتاب بازگو کند. علی، مهتاب را به منزل خانوادگی‌شان در بیرون از تهران می‌برد؛ خانه‌ای که مادرش در آنجا زندگی می‌کند و در شب ورود آنها همه اعضای خانواده برای مهمانی خداحافظی برادر زادهٔ علی در آنجا حاضر شده‌اند. بازگشت ناگهانی علی به خانه به درگیری‌های‌های لفظی شدید بین او و برادر و خواهرش می‌انجامد. مهتاب در بین پرخاش‌ها در میابد که علی در پی اعتیاد، سه سال ناپدید شده بوده و جستجوهای خانواده برای یافتن او بی‌نتیجه بوده‌است. اما مادرش از بازگشت علی ، شادمان می شود. تندی‌های اعضای خانواده موجب می‌شود علی در پی ترک خانه برآید ولی مهتاب می‌خواهد بماند و بفهمد که دلیل ناراحتی شدید برادر و خواهر از بازگشت علی چیست…

## بازیگران
| بازیگر          | نقش      |
| --------------- | -------- |
| صابر ابر        | علی      |
| پگاه آهنگرانی   | مهتاب    |
| پارسا پیروزفر   | احسان    |
| نازنین فراهانی  | رعنا     |
| ستاره اسکندری   | آذر      |
| شیرین یزدان بخش | مادر     |
| محمد بحرانی     | محمدرضا  |
| فراز مدیری      | ماکان    |
| حسن کریمخان زند | تعمیرکار |

## جشنواره‌ها
- حضور در بخش نگاه نو سی و سومین دوره جشنواره فیلم فجر[۱]
- حضور در بخش مسابقه جهانی فیلمهای اول در بیست و نهمین جشنوارهٔ بین‌المللی فیلم مونترآل[۲]
- نامزد دریافت جایزه خلاقیت و استعداد درخشان (ویژه فیلمسازان اول جوان) در نهمین جشن منتقدان و نویسندگان سینمایی[۳]
- حضور در بخش سینمای جهان چهل و ششمین جشنواره بین‌المللی فیلم هند[۴]

| نام جشنواره                                 | قسمت             | نامزد       | نتیجه    |
| ------------------------------------------- | ---------------- | ----------- | -------- |
| سی و سومین دوره جشنواره فیلم فجر            | بهترین کارگردانی | مصطفی احمدی | نامزدشده |
| بیست و نهمین جشنوارهٔ بین‌المللی فیلم مونترآل | زنیت طلایی       | مصطفی احمدی | نامزدشده |
| نهمین جشن منتقدان و نویسندگان سینمایی       | بهترین کارگردانی | مصطفی احمدی | نامزدشده |